# Sander Fernández
Sander Fernández Cervantes (né le 19 juillet 1987 à Morón, Cuba), surnommé Keko, est un footballeur international cubain, qui joue au poste d'attaquant.
Son frère aîné, Reysander Fernández, est lui aussi footballeur.

## Biographie

### Carrière en club
Joueur majeur du FC Ciego de Ávila, Sander Fernández est sacré trois fois meilleur buteur du championnat cubain de football, en 2009-10, puis deux fois consécutivement en 2015 et 2016 (voir palmarès).
Fin 2016, il rejoint le Five Islands FC, club de deuxième division d'Antigua-et-Barbuda, en compagnie d'autres Cubains, dont l'entraîneur de l'équipe Dariem Díaz. 
Il revient cependant au sein du FC Ciego de Ávila pour y disputer la saison 2017 du championnat de Cuba et redevient meilleur buteur de la saison avec 13 buts marqués.

### Carrière en sélection
Convoqué en équipe cubaine de football pour la première fois le 26 octobre 2010, à l'occasion d'un match amical face au Panama, Sander Fernández dispute l'intégralité de la Coupe caribéenne des nations 2010. 
Il est appelé pour la dernière fois le 7 septembre 2012, contre le Honduras, en match de qualification pour la Coupe du monde 2014. Il compte 12 capes en sélection cubaine (aucun but marqué).

## Statistiques

### Buts en championnat
| Équipes              | Années             | Buts                          |
| -------------------- | ------------------ | ----------------------------- |
| FC Ciego de Ávila    | 2008-2009          | 5                             |
| FC Ciego de Ávila    | 2009-2010          | 29                            |
| FC Ciego de Ávila    | 2011               | 5                             |
| FC Ciego de Ávila    | 2012               | 3                             |
| FC Ciego de Ávila    | 2013               | 0                             |
| FC Ciego de Ávila    | 2014               | 1                             |
| FC Ciego de Ávila    | 2015               | 15                            |
| FC Ciego de Ávila    | 2016               | 16                            |
| Five Islands FC (D2) | 2016-2017          | 22                            |
| FC Ciego de Ávila    | 2017               | 13                            |
| Five Islands FC      | 2017-2018          | 14                            |
| FC Ciego de Ávila    | 2018               | 4                             |
| Five Islands FC      | 2018-2019          | ??                            |
| FC Ciego de Ávila    | 2019-2020          | 19                            |
| Total                | 2008-... 2016-2019 | 110 (Cuba) ?? (Ant.-et-Barb.) |

## Palmarès

### En club
- FC Ciego de Ávila
  - Champion de Cuba en 2009-10 et 2014.
  - Vice-champion de Cuba en 2018 et 2019-20 (Ape.).

- Five Islands FC
  - Vice-champion d'Antigua-et-Barbuda en 2017-18.

### Distinctions individuelles
- FC Ciego de Ávila
  - Meilleur buteur du championnat de Cuba en 2009-10 (29 buts marqués)[5], 2015 (15 buts)[6], 2016 (16 buts)[7], 2017 (13 buts)[8] et 2019-20 (Ape.) (8 buts).

- Five Islands FC
  - Meilleur buteur du championnat d'Antigua-et-Barbuda en 2017-18 (14 buts)[9].
  - Meilleur buteur du championnat d'Antigua-et-Barbuda de 2e division en 2016-17 (22 buts)[10].